# بوب كريستي (سائق سباق)
بوب كريستي (بالإنجليزية: Bob Christie)‏ هو سائق سباق أمريكي، ولد في 4 أبريل 1924 في غرانتس باس في الولايات المتحدة، وتوفي بنفس المكان في 1 يونيو 2009.